# Asse neutro

X = asse neutro

Per asse neutro s'intende la retta d'intersezione tra il piano neutro (il luogo dei punti per cui le tensioni normali sono pari a zero) e il piano della generica sezione sul quale agisce.
Esso è quell'asse attorno al quale ruota la sezione:
- Nei casi di momento flettente l'asse neutro giace nella sezione e passa per il baricentro;
- Nei casi di momento torcente l'asse neutro è perpendicolare alla sezione.
- Solo nel caso del taglio non si ha asse neutro.

In base al tipo di verifica strutturale da effettuare, ci possono essere due tipologie di asse neutro:
- L'asse neutro elastico si determina presupponendo una deformazione piana e una distribuzione tensionale sulla sezione di tipo lineare. Nel caso di sezione totalmente reagente la sua posizione è legata solamente alla geometria della sezione stessa.
- L'asse neutro plastico si determina presupponendo sempre una deformazione piana unita ad una distribuzione tensionale ammissibile in campo plastico, sfruttando totalmente le risorse del materiale. La sua posizione dipende dalla geometria e dalle caratteristiche di resistenza del materiale.